# نعيم قطان
نعيم قطّان (ولد في بغداد، العراق في 26 أغسطس اب 1928) هو كاتب روائي وباحث وناقد كنديّ الجنسية من اصول عراقيّة يهودية.

## دراسته وهجرته
درس القانون في جامعة بغداد من عام 1945 إلى عام 1947 حيث اكمل دراسته في الأدب الفرنسي في جامعة السوربون من عام 1947 إلى 1951 وبعدها هاجر في عام 1954 إلى مونتريال، كندا.

## مؤلفاته
كتب أكثر من 30 كتابا، الكثير منها مترجم للغات عديدة. وهو صاحب الرواية الشهيرة وداعا يا بابل التي صدرت طبعتها الأولى بالفرنسية عام 1975.
- 1975: Adieu, Babylone: Mémoires d'un juif d'Irak
- 1977: Les Fruits arrachés
- 1983: La Fiancée promise
- 1989: La Fortune du passager
- 1990: Le Père
- 1991: Farida
- 1997: La Célébration
- 1999: L'Amour reconnu
- 1999: Le Silence des adieux
- 2000: L'Anniversaire
- 2003: Le Gardien de mon frère
- 2005: Je regarde les femmes
- 2006: Châteaux en Espagne
- 2009: Le Veilleur
- 2011: Le long retour

### مؤلفاته المترجمة بالعربية
- فريدة، منشورات الجمل، 2006 (ترجمة: آدم فتحي)
- وداعا بابل، منشورات الجمل، 2012 (ترجمة: آدم فتحي)